# مایکل ریس
 مایکل ریس (انگلیسی: Michael Reiss؛ زادهٔ ۱۹۶۰) یک خبرنگار اهل بریتانیا است.